# 蕭曜友
蕭曜友（1924年—1965年3月25日），河南商城人，在臺灣桃園縣桃園大圳為救投水的小學生而殉身。在大溪中正公園建有銅像紀念。

## 生平
蕭曜友生於1924年，河南省商城縣人。1946年在家鄉參加軍旅，畢業於陸軍第二士校，任聯勤總部澎湖人力隊隊員。八二三砲戰時奉命從澎湖基地輸送械彈到金門前線。
蕭曜友終生未婚，在澎湖以及以前駐地常在當地民間或軍眷村認一些乾兒女。1949年，認識澎湖監獄任職的于紹南，不久認于男剛出生的次女于淑原作乾女兒。1962年，在馬公海邊拯救一位溺水青年。1963年，寄一雙昂貴的皮鞋到臺東以鼓勵剛考取初中的于淑原。
1964年10月蕭曜友從澎湖調離，駐地桃園大楠3061部隊，部隊長鄧明章少校。在從澎湖調到桃園縣陸軍化學兵學校服務報到前幾天，蕭曜友專程到台東于紹南家去探望。
1965年3月25日上午，蕭曜友正在營區餵豬，聽到外面有人喊有女孩子掉入桃園大圳中，遂急忙丟下手中飼料跑出營房救人。當時僑愛國校六年甲班女學生王保莉，投入桃園大圳四號水門口。僑愛國校校長邵清利聞訊後，立召集全校男老師趕往圳邊施救，當趕到時王保莉及蕭曜友均已沖入地下水圳，校方一方面通知王保莉的家長，一方面通知石門水庫希望將上游水閘放下俾便於打撈兩人屍體，至晚上5點時50分左右，蕭曜友屍體在離大圳出口約100公尺處發現。

## 身後

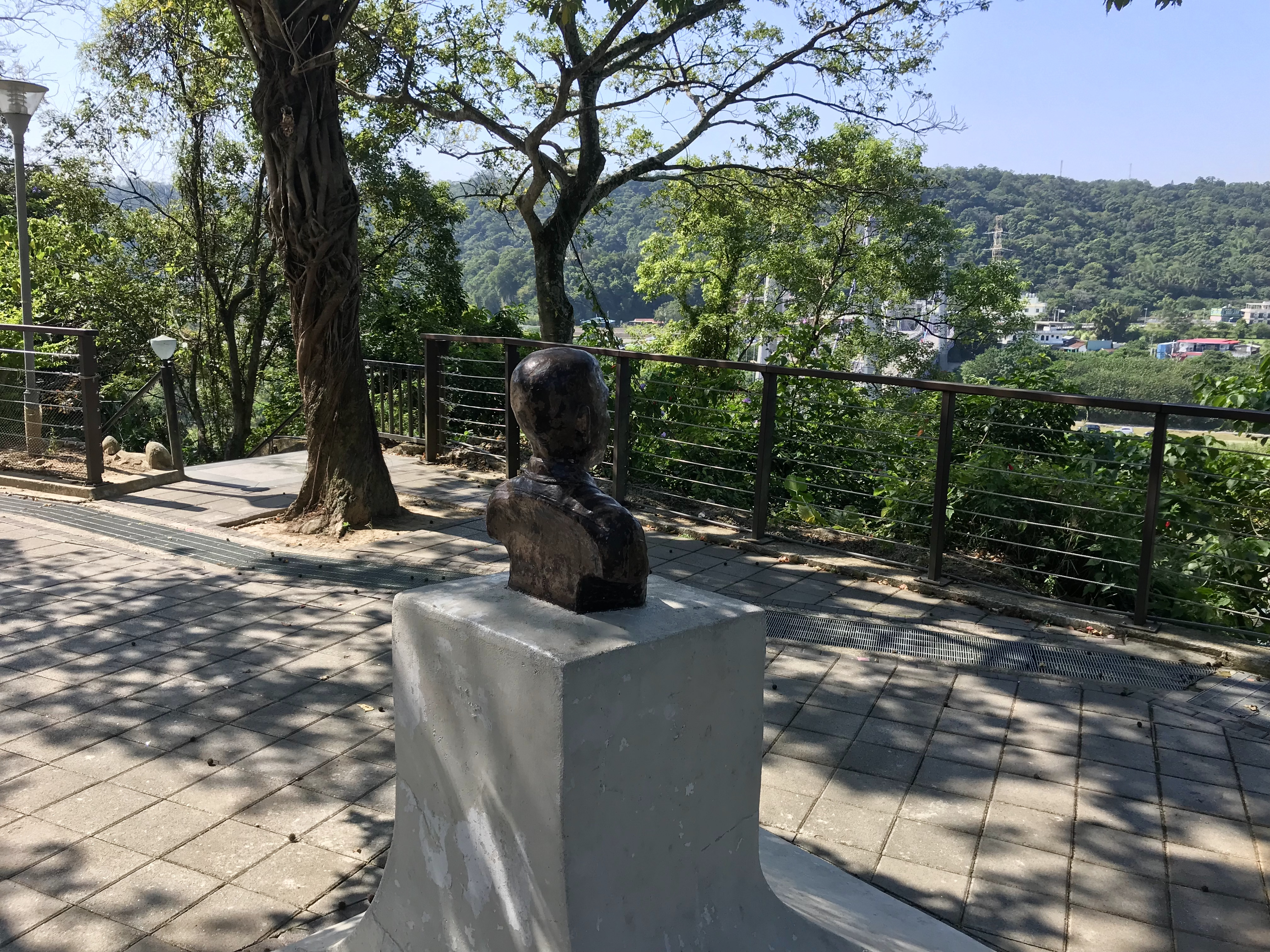
蕭曜友銅像與大溪橋

同月26日，桃園縣議會六屆三次大會，議員呂傳命稱讚蕭曜友其捨身取義的精神不亞於林添禎，在緊急動議中提出四點建議：一，建議國防部對蕭曜友中士追升晉級；二，建議教育當局將其捨身取義的故事編入國校教材，以表揚義人，而戒小學生負氣捐生；三，建議桃園農田水圳委員會在該圳口設置水柵；四，由議會負責籌備在出事現場建立紀念碑。女議員陳秀榮並另提補充案，增加對該女童王保莉家屬予以救助。這些提議一致通過。
同日下午，蕭曜友遺體由軍用靈車運往台北市立殯儀館，大楠一帶公路兩旁有不少大溪鄉民設案路祭。原曾由軍方單獨組成治喪委員會，但桃園縣各界人士認為不夠隆重，在28日並決定在台北市立殯儀館大殮及公祭，也將治喪委員會擴大組成，由縣長陳長壽任主委，並將大殮及公祭日延後。
4月1日，國防部長蔣經國、參謀總長彭孟緝、陸軍總司令劉安祺等前往台北市立殯儀館行禮。王保莉父親王奇為感謝蕭曜友，乃決定將他的六女兒王保貞給蕭作義女。于淑原、王保貞兩女均披麻戴孝，跪於靈前執孝子禮。劉安祺離開殯儀館前，曾贈給這兩女生每人新台幣一千元，勉勵她們做一個令人敬佩的人。
1966年4月，陳穎華製作的蕭曜友銅像開始興建，全高九台尺半，書法家施石青刻石記其救人事蹟，於6月底竣工。7月8日在大溪中正公園內豎立舉行揭幕典禮，桃園縣地方各界首長、民意代表、僑愛國校師生、大溪初中師生、以及國防部、陸總部、化學兵學校代表五百餘人參加，義女王保貞由其母陪同到場答禮。
同樣於1965年救溺而死的鄭漢也是1966年立像；但該年相同救水而犧牲的李再春則1980年才立像。
後來于淑原擔任國小輔導老師，1995年獲得特殊優良教師表揚，1998年因推展社會教育獲表揚。
2013年初，一位軍人至中正公園參訪，發現蕭曜友紀念碑已殘破斑駁，趕緊向部隊爭取經費整修雕像及紀念碑，由化學兵群進行整修。該年3月25日，蕭曜友捐軀四十八周年，由陸軍司令部化學兵處處長曹君範少將及總士官長莊起瑞共同主持追思典禮。